# Серисава, Сиува
Сиува Серисава (англ. Sueo Serisawa; 1910—2004) — американский художник-импрессионист японского происхождения, представитель лос-анджелесской школы живописи.

## Биография
Родился 10 апреля 1910 года в Иокогаме, Япония, в семье художника Йоичи Серисава (англ. Yoichi Serisawa).
Семья эмигрировала в 1918 году из Японии в США — сначала жили в Сиэтле, затем — в Лос-Анджелесе, где отец Серисавы продолжил свою карьеру художника. Вдохновлённый примером отца, Сиува стал изучать живопись, участвовал в сообществе калифорнийских импрессионистов. Учился у George Barker, затем в Otis Art Institute и Art Institute of Chicago.
C началом Второй мировой войны, чтобы не быть интернированными, семья Серисавы переехала сначала в Чикаго, затем в Нью-Йорк. Этот город оказал значительное влияние на его формирование как художника. После окончания войны, в 1947 году, семья вернулась в Калифорнию, жили в Лос-Анджелесе.
Сиува Серисава писал натюрморты и пейзажи, а также портреты многих голливудских звёзд, включая Джуди Гарленд. Получил множество разных премий, заслужил репутацию заслуженного художника, давал  частные уроки живописи, преподавал искусство в Scripps College и Laguna Beach School of Art.
Умер 7 сентября 2004 года в Калифорнии, США. Работы художника находятся во многих музеях США, включая Метрополитен-музей и Смитсоновский институт.